# Freiheitsstraße 31 (Mönchengladbach)

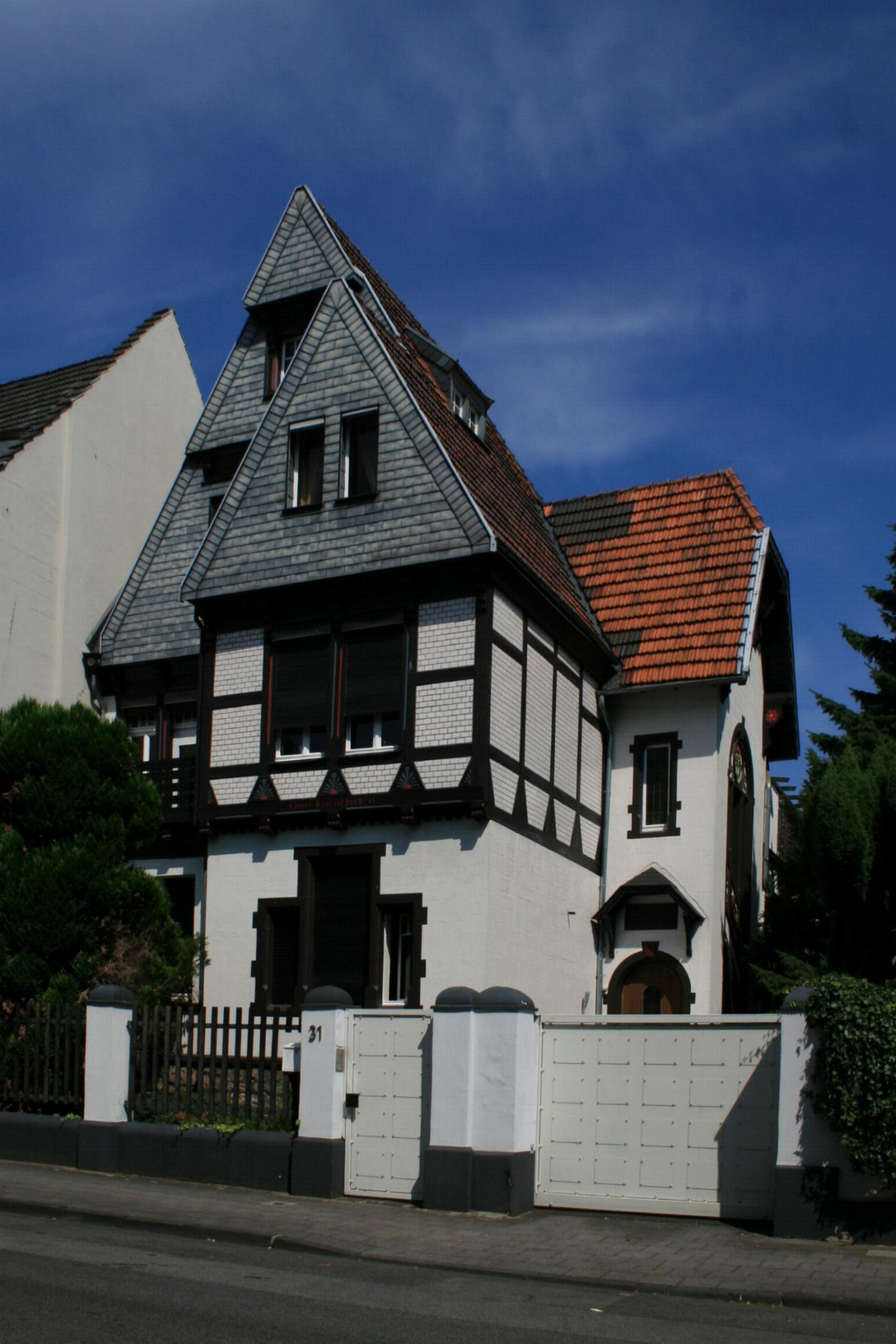
Wohnhaus (2010)

Das Wohnhaus Freiheitsstraße 31 steht im Stadtteil Grenzlandstadion in Mönchengladbach (Nordrhein-Westfalen).
Das Gebäude wurde 1906 erbaut. Es ist unter Nr. F 020 am 7. Juli 1992 in die Denkmalliste der Stadt Mönchengladbach eingetragen worden.

## Lage
Das Gebäude liegt an der Freiheitsstraße, welche die Friedrich-Ebert-Straße mit der Brucknerallee verbindet.

## Architektur
Bei dem Objekt handelt es sich um ein giebelständiges, zweigeschossiges Gebäude unter steilem Satteldach, das Treppenhaus unter Krüppelwalmdach und nachträglich angefügtem Anbau.